# Ceirano & C.

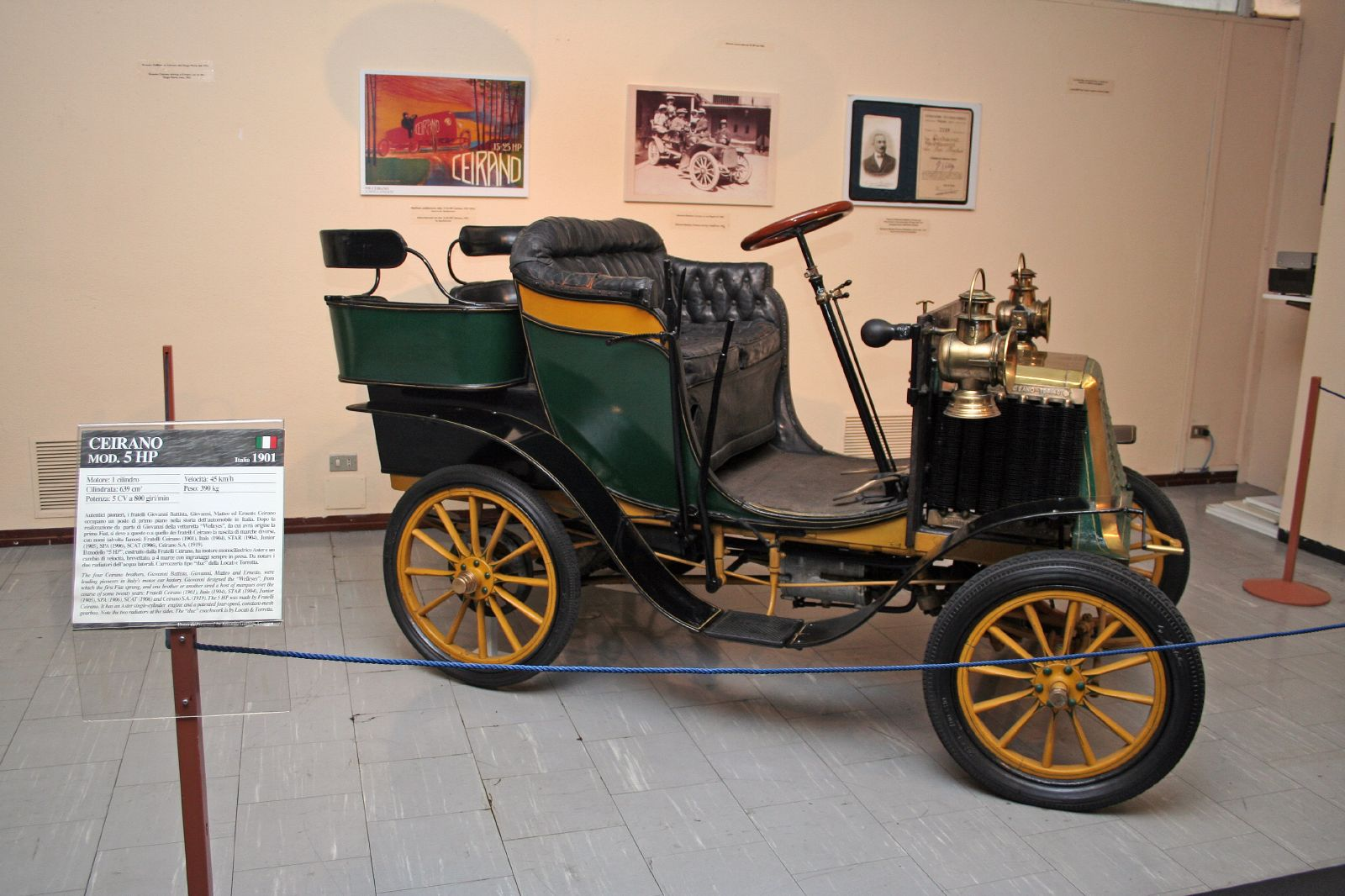
Ceirano 5 HP (1901) en el Museo dell'Automobile de Turín.

Ceirano & C. fue una empresa italiana fabricante de automóviles. Fue fundada en Turín en 1898 por Giovanni Battista Ceirano.

## Historia

### Inicios
Los cuatro hermanos Ceirano naturales de Cuneo: Giovanni Battista, Giovanni, Matteo y Ernesto forman una familia de pioneros en la industria automovilística italiana, y son los responsables de la formación de muchas de las primeras firmas turinesas de automóviles. La marca Ceirano no se corresponde con una sola compañía de automóviles sino a varias de las cuales los hermanos fueron fundando a lo largo del principio del siglo XX en una complicada pero interesante trama.
La primera marca italiana y una de las primeras del mundo la funda el mayor de los hermanos, Giovanni Battista, en 1898 es la sociedad en comandita "Ceirano Giovanni Battista & C." y en ella participan otros industriales turineses como Emanuele Cacherano di Bricherasio, Attilio Caligaris, Cesare Goria Gatti y Pietro Fenoglio. Como ya desde 1866 Ceirano construía en su pequeña fabrica bicicletas de marca Welleyes, con ese nombre fue bautizada su primera "vetturetta" bicilíndrica de dos velocidades y 663cc, transmisión de cincha y que alcanzaba los 35 km/h y que fue diseñada por Aristide Faccioli. La fábrica de Ceirano estaba situada en la vía Vittorio Emanuele n.º 9, y en el mismo patio estaba la casa de Giusepppe Lancia, un importante industrial dedicado a la producción de alimentos en conserva. Su hijo pequeño Vincenzo, que no tenía gran pasión por los estudios, entró a trabajar en la fábrica descubriendo su afición por la mecánica. También empezó en este establecimiento Felice Nazzaro, amigo inseparable de Vincenzo Lancia y que también produciría sus propios coches.

### Absorción
El 1 de julio de 1899 nace en el Palazzo Bricherasio de la vía Lagrange de Turín, una nueva compañía en la que participan Ludovico Scarfiotti, Emanuele Cacherano di Bricherasio, Giovanni Agnelli, Michele Ceriana, Alfonso Ferrero di Ventimiglia, Cesare Goria-Gatti, Roberto Biscaretti di Ruffia, Carlo Racca, Luigi Damevino y hasta 30 accionistas más. Es la "Societa Anónima Fabbrica Italiana Automobili Torino", la Fiat. Esta compañía compra por 30 000 liras la fábrica, material y diseños de la familia Ceirano. Los trabajadores de la Ceirano, el propio Ceirano y sus colaboradores más directos como Faccioli, Lancia o Nazzaro se incorporaron a la nueva compañía, que se trasladó a un nuevo establecimiento en la turinesa vía Dante.

### Sociedades posteriores
Sin embargo en 1901, Giovanni Battista abandona la Fiat y se establece por su cuenta formando una nueva compañía junto con su hermano pequeño Matteo, es la "F.lli Ceirano & C", la que podemos considerar como 2ª Ceirano. En 1901 presentan un primer modelo el 5HP que montaba un motor Aster monocilíndrico vertical de 639cc, llevaba también magnetos de baja tensión, cambio de tres marchas y marcha atrás y transmisión cardán. Además se presentaron otros modelos el 6/8HP (monocilíndrico) y el 16HP (de 4 cilindros, bibloque y de 4562cc).
Matteo no tarda en dejar a sus hermanos y funda a su vez su propia compañía en 1903, la "Matteo Ceirano & C" que en 1904 en asociación con Guido Bigio forma la "Matteo Ceirano & C.-Vetture Marca Itala" que más tarde se desarrollaría como Itala. Pero siguiendo la costumbre de los Ceirano, Matteo abandona Itala en 1906 y se une a Michele Ansaldi que también se había retirado hacia poco su participación financiera de la Fiat-Ansaldi para formar una nueva compañía. Sabedor de la habilidad técnica de Matteo Ceirano, Ansaldi se le une y forman la "Societá Piamontese Automobili Ansaldo-Ceirano", la SPA.
Mientras tanto Giovanni Battista buscó como socio a su tercer hermano Giovanni y juntos fundan la "G.G. F.lli Ceirano & C.", que tampoco dura mucho ya que Giovanni funda su propia compañía "Junior Fabbrica Italiana Automobili- Giovanni Ceirano & C.", más conocida como Junior. Giovanni Battista por su parte se queda con los restos de su asociación con Giovanni y funda la "Societa Torinese Automobili Rapid", la STAR con Giovanni Battista Maggi y Rodolfo Chio, pero Ceirano de nuevo abandona a sus socios y forma la tercera Ceirano, la "Ceirano & c." que saca al mercado el monocilíndrico 9 1/2HP, el bicilíndrico 12/14HP y el 4 cilindros 16/20HP. Esta compañía perdura hasta principios de la guerra.
Fiel a la tradición familiar Giovanni no permanece demasiado tiempo en la Junior y en 1906 funda una nueva compañía la "Societá Ceirano Automobili Torino", la SCAT, en esta compañía permanece hasta 1919. Y junto a su hijo Giovanni que lo llamaban "Ernesto" forma en 1919 la 4.ª Ceirano la "Giovanni Ceirano Fabbrica Automobili" y ese mismo año saca al mercado su primer modelo el C1 con motor de 4 cilindros y 2297cc, además produce versiones sport y de carreras los modelos CS4 (2483cc) y CS2 (2950cc). Entre 1921 y 1922 por impulso de Ernesto, la marca se mete de lleno en las carreras consiguiendo vencer en la Frascati-Rocca di Papa (1921), Circuito de Mugello (1921), triplete en la Semana Automovilística Sarda (1922) y victoria en la Coppa delle Alpi (1922). En 1922 se presenta un 6 cilindros de lujo, el Tipo 30, de 2995cc que a la postre será la última producción de la Ceirano, ya que en 1923 Giovanni compra la mayoría de las acciones de la SCAT y disuelve su propia sociedad, aunque los modelos posteriores de esta fabrica saldrían con el nombre de SCAT-Ceirano.